# ATM-Kinase
Die Serin-Proteinkinase ATM ist ein Enzym im Zellkern von Tier- und Pilzzellen. Es fungiert als Sensor von DNA-Schäden, vor allem von Doppelstrangbrüchen. Bei Schäden durch UV-Strahlung kann ATM indirekt über ATR (Ataxia telangiectasia and Rad3-related protein) aktiviert werden.
ATM bringt Signalkaskaden zur Produktion von DNA-Reparaturproteinen in Gang. Bei starken Schäden kann es den Zellzyklus stoppen und den Zelltod veranlassen. Beim Menschen wird ATM in vielen Gewebetypen exprimiert und hat weitere Funktionen beim Allel-Ausschluss der B-Zellreifung und möglicherweise beim Vesikeltransport. Mutationen im ATM-Gen sind verantwortlich für das Louis-Bar-Syndrom und tragen bei zum Risiko für verschiedene Typen von Leukämie, Brustkrebs und Lungenkrebs.
Die Bezeichnung ATM ist die Abkürzung von Ataxia Telangiectasia Mutated.
Ein Inhibitor der ATM-Kinase ist Coffein.